# Герб Манилы
Печать Манилы представляет собой официальную символику столицы Филиппин. Основой печати является изображение герба города, который представляет собой щит в виде крепостной стены. Верхняя часть окрашена в красный цвет, средняя — в синий, нижняя — в белый. В нижней части изображены морские волны, в средней части — Мерлайон, в верхней части изображена жемчужина. По периметру круга написано название города: «LUNGSOD NG MANILA — PILIPINAS». 